# Гродзинский, Мориц Маркович
Мориц Маркович Гродзинский (укр. Мориц или укр. Моріц Маркович Гродзинський; 14 (26) января 1887, Новоспасовка, Таврическая губерния, Российская империя — 22 или 24 ноября 1962, Харьков, Украинская ССР, СССР) — советский учёный-правовед,  специалист в области уголовно-правовых наук. Доктор юридических наук (1941), профессор (1938). Заслуженный деятель науки Украинской ССР (1946).
Заведующий и профессор кафедры уголовного права и процесса Харьковского юридического института, профессор кафедры уголовного права Всесоюзного юридического заочного института, заведующий секцией уголовного процесса Всесоюзного института юридических наук. Являлся соавтором ряда нормативно-правовых актов СССР, РСФСР и Украинской ССР.
Среди учёных, подготовленных М. М. Гродзинским, были С. А. Альперт, М. И. Бажанов, Ю. М. Грошевой и В. А. Познанский.

## Биография
Мориц Гродзинский родился 14 (26) января 1887 года в селе Новоспасовка Таврической губернии (ныне — село Осипенко Бердянского района Запорожской области Украины). Среднее образование получал в бердянской гимназии, которую окончил в 1905 году экстерном. В следующем году поступил на юридический факультет Императорского Харьковского университета, который окончил в 1910 году, после чего начал вести юридическую практику. Учителем Морица Марковича считается профессор А. Д. Киселёв. М. Гродзинский знал четыре иностранных языка — английский, итальянский, немецкий и французский.
В 1910 году он стал помощником присяжного поверенного, а затем с марта 1917 года по 1919 год был присяжным поверенным. В 1919 году работал правозащитником при Харьковском революционном трибунале. После создания Харьковского института народного хозяйства был приглашён в него, и с 1920 и до конца жизни преподавал в нём и правопреемственных вузах. С самого начала своей работы в вузе М. Гродзинский занял должность профессора курса уголовного права, где стал (до 1935 года) читать лекции по Особенной части уголовного права. С 1920 по 1922 год он последовательно совмещал преподавательско-научную деятельность с консультативной работой при Кассационном суде, Верховном революционном трибунале и Народном комиссариате юстиции Украинской ССР. С 1923 года и на протяжении следующих двадцати пяти лет (с перерывом с сентября 1943 по февраль 1944) входил в состав Харьковской коллегии адвокатов. Весной — летом 1923 года был командирован в Германию для изучения уголовно-процессуального законодательства. В сентябре 1930 года был переведён на должность профессора уголовного процесса Харьковского института народного хозяйства.
В сентябре 1936 года занял должность заведующего недавно созданной кафедры судебного права Всеукраинского коммунистического института советского строительства и права (до реорганизации — Харьковский институт народного хозяйства), которая вскоре была переименована в кафедру уголовного процесса, а затем реорганизована в кафедру уголовного права и процесса, при этом совмещал её с должностью профессора этой кафедры. Из-за начала Великой Отечественной войны, в сентябре 1941 года был эвакуирован в Чкалов, где вскоре занял должность профессора на кафедре уголовного права в Чкаловском филиале Всесоюзного юридического заочного института, а весной 1943 переехал в Москву, где занял аналогичную должность в Московском филиале Всесоюзного заочного юридического института. Эту деятельность совмещал с работой во Всесоюзном институте юридических наук на должности сначала старшего научного сотрудника, а с сентября 1943 — заведующего секцией уголовного процесса. Находясь в эвакуации в Чкалове и в Москве, продолжал заниматься адвокатской практикой, был членом адвокатских коллегий.
В феврале 1944 года М. М. Гродзинский вернулся из эвакуации. Он продолжал руководить кафедрой уголовного права и процесса Харьковского юридического института до сентября 1956 года, когда был освобождён от должности по состоянию здоровья. Затем он трудился на должности профессора этой же кафедры.
Мориц Маркович скончался 22 (по альтернативным данным — 24) ноября 1962 года в Харькове и был похоронен на Втором городском кладбище Харькова.
Увлекался поэзией и старался прививать это своим ученикам. Любил цитировать Генриха Гейне.

## Научная деятельность

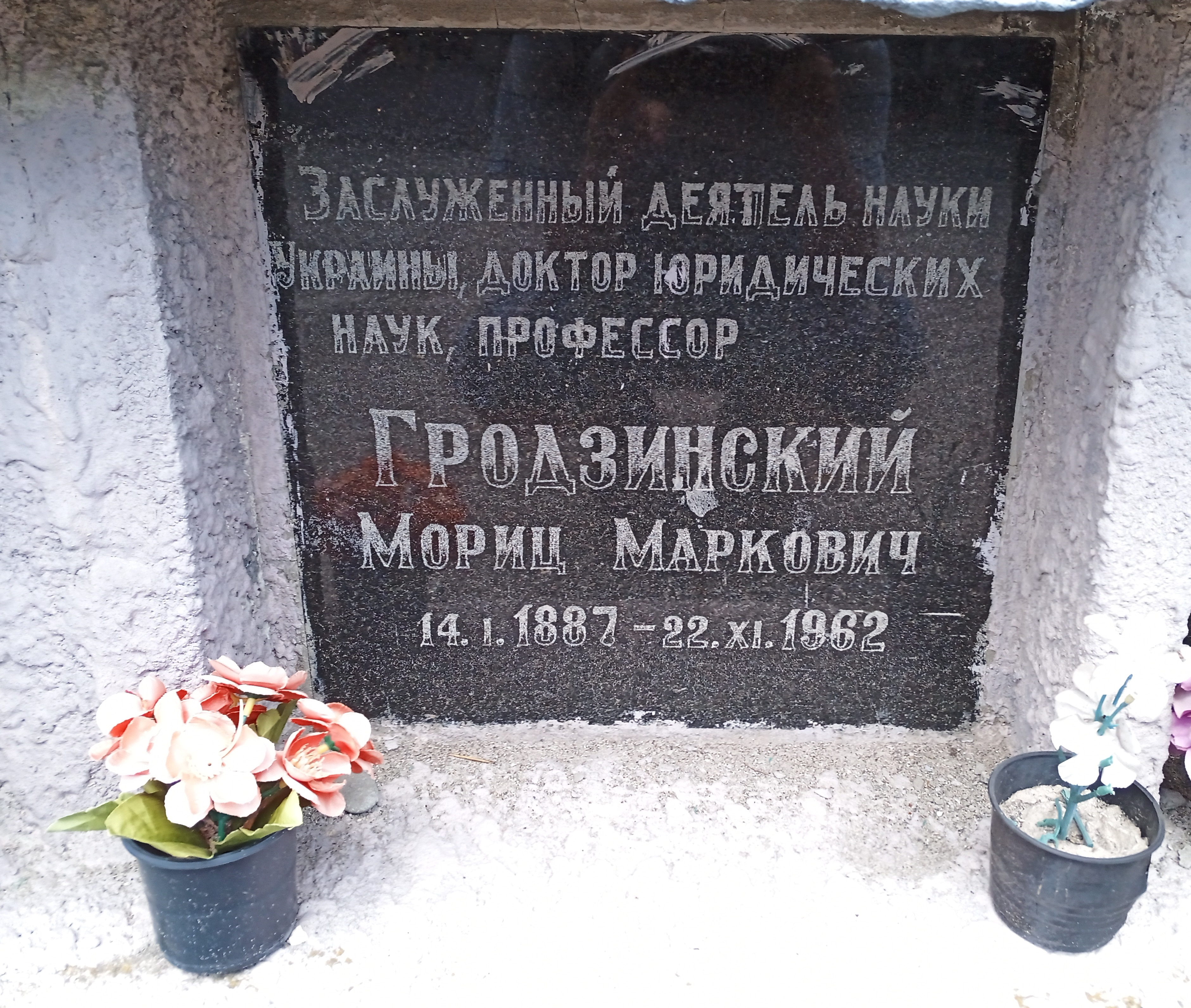
Табличка в колумбарии

### Научные интересы и взгляды. Оценки научной деятельности
В круг научно-исследовательских интересов Морица Марковича входил ряд вопросов уголовного права, уголовного процесса и криминалистики. В числе интересовавших профессора Гродзинского проблем были: принципы уголовного процесса, статус участников уголовного производства, пересмотр судебных приговоров, а также теоретический и практический аспекты теории доказывания. Являлся основателем Харьковской научной школы уголовного процесса. В рамках этой научной школы основал направление «механизм принятия решений в уголовном производстве».
Вышедшая в 1953 году монография «Кассационное и надзорное производство в советском уголовном процессе» была переведена и издана на нескольких иностранных языках, в том числе: болгарском, немецком, польском, румынском и чешском. Учёные-правоведы А. И. Рогожин и С. А. Альперт охарактеризовали труды М. М. Гродзинского по изучению теории непрямых улик как «основательные». Ученик Морица Марковича Ю. М. Грошевой вспоминал, что другой ученик профессора Гродзинского М. И. Бажанов призывал чаще пользоваться трудами учёных старого поколения, таких как М. М. Гродзинский и А. Л. Ривлин.
В ряде своих статей Мориц Маркович аргументированно обосновывал, что статьи в уголовном законе должны быть написаны максимально сжато. При этом, для того чтобы избежать ошибок при их практическом применении, они желательно должны быть написаны простыми предложениями, которые были бы легко воспринимаемы.
М. М. Выдря называл ошибочным вывод, сделанный Гродзинским о том, что в разыскном процессе параллельно с развитием доказательственной системы развивалась и система доказывания с помощью улик. Также он не соглашался с выводом Гродзинского о том, что вещественные доказательства в уголовном процессе занимают ведущую роль вытесняя «систему свободного убеждения».
Белорусский правовед А. В. Дулов отмечал, что Мориц Гродзинский расплывчато определял задачи эксперта в уголовном процессе, что приводило к широкому пониманию задач самой экспертизы, и это, по мнению Дутлова, противоречило статье 16 Основ уголовного судопроизводства от 1958 года.
Мориц Маркович был в числе учёных, которые выступили против применения предлагаемого профессором М. А. Чельцовым термина «опытные положения». Гродзинский обосновал свою критику данного термина тем, что он включает в обязанности судьи знать ту информацию, которую он не обязан знать по роду своей профессиональной деятельности, и для получения которой он обязан обращаться к специалисту в данной области — эксперту. Также профессор Гродзинский выступал против того, чтобы сведущие лица становились самостоятельными фигурами уголовном процессе, указывая на то, что в этом нет необходимости.

### Учёные степени и звания
Учёное звание профессора было присвоено М. М. Гродзинскому 23 марта 1938 года, при этом соответствующий аттестат ему был выдан лишь летом 1946 года.
Мориц Маркович защитил диссертацию на соискание учёной степени доктора юридических наук на тему «Улики в советском уголовном процессе» 24 декабря 1940 года во Всесоюзном институте юридических наук. Его официальными оппонентами стали доктора юридических наук С. А. Арсеньев и М. С. Строгович. В своём диссертационном исследовании профессор Гродзинский изложил ряд вопросов, посвящённых доказательствам, среди которых были: история их закрепления в отечественном и зарубежном законодательстве, их разделение на прямые и косвенные, а также критерии такого разделения, методы доказывания, анализ доказательств и получение на его основе выводов. 29 марта 1941 года был утверждён в соответствующем учёном звании.

### Научно-педагогическая деятельность
В 1924 году Гродзинский издал задачник по уголовному праву, который был переиздан в 1925 и 1927 годах. На основе этих работ в середине 1920-х—1930-х годах в Харьковском юридическом институте велись семинары по уголовному праву. Кроме того, данное издание стало первым в своём роде в СССР.
Гродзинский был руководителем студенческого научного кружка при кафедре уголовного права и процесса. Также, занимался подготовкой учёных-правоведов, подготовил одиннадцать кандидатов юридических наук. Его учениками были: В. А. Познанский (1939), М. Г. Богатырёв (1944), З. М. Соколовский (1949), С. Л. Перцовский (1950), С. А. Альперт (1951), М. И. Бажанов (1951), М. П. Диденко (1951; осуществлял научное руководство совместно с В. М. Корецким), Б. А. Штерн, В. А. Стремовский (1954), Д. А. Постовой (1964; осуществлял научное руководство совместно с А. Л. Ривлиным), Ю. М. Грошевой.
В 1950 году предложил В. Е. Коноваловой поступить в аспирантуру в Харьковский юридический институт, а в 1953 году был её оппонентом на защите кандидатской диссертации. Гродзинский был руководителем студенческого научного кружка при кафедре уголовного права и процесса. Помимо В. Е. Коноваловой, Мориц Маркович был официальным оппонентом во время защиты кандидатских и докторских диссертаций у таких учёных как: Д. П. Рассейкин (1941), В. П. Колмаков (1941 и 1962), Т. Н. Добровольская (1951), Н. Ф. Яшинова (1951), Е. Е. Некрасова (1954), В. В. Сташис (1954) и И. Я. Фридман (1962).

### Научно-практическая деятельность
М. М. Гродзинский принимал активное участие в создании ряда нормативно-правовых актов в области уголовно-правовых наук, среди которых: Уголовные кодексы РСФСР 1922 и 1926 годов и Украинской ССР 1922, 1927 и 1960 годов, Уголовно-процессуальные кодексы РСФСР 1922 и 1923 годов и Украинской ССР 1922, 1927 и 1960 годов, Основы уголовного судопроизводства СССР и союзных республик 1924 года и Положения о судоустройстве Украинской ССР 1925 года. Так же принимал участие ряда проектов законодательных актов, которые так и не были приняты, среди них: проект Уголовного кодекса СССР и проект Уголовно-процессуального кодекса СССР, проект Закона СССР «О судоустройстве СССР, союзных и автономных республик».
В конце января — начале февраля 1939 года вместе с Владимиром Трахтеровым в качестве докладчика принимал участие в первой сессии Всесоюзного института юридических наук, где обсуждался проект Уголовного кодекса СССР 1938 года.

### Научные труды
Ещё будучи студентом, Гродзинский написал работу «О залоге по римскому праву», которая была удостоена золотой медали. Его первые научные труды были напечатаны в еженедельной газете «Право» в 1913 году. Всего, за период своей научной деятельности Мориц Маркович стал автором и соавтором около 200 научных публикаций.
Основными его трудами были: «Судебное исследование личности обвиняемого» (1916), «Преступления против личности (текст и комментарий к ст. ст. 142—165, 172—179 Уголовного Кодекса)» (1924), «Задачи по советскому уголовному праву» (1925), «Учение о доказательствах и его эволюция» (1925), «Обвиняемый: его обязанности и права в процессе» (1926), «Единообразие ошибок в свидетельских показания» (1927), «Уголовный кодекс. Научно-популярный практический комментарий с дополнениями и изменениями по 15 августа 1927 года» (1927), «Улики в истории инквизиционного процесса» (1937), «Улики в советском уголовном процессе» (1945), «Кассационное и надзорное производство по уголовным и гражданским делам» (1945), «Кассационное и надзорное производство в советском уголовном процессе» (1949 и 1953), «Настольная книга следователя» (1949), «Адвокат в советском уголовном процессе» (1954), «Государственный обвинитель в советском суде» (1954) и «Теория доказательств в советском уголовном процессе: Часть особенная» (1967).
Активно публиковался в журнале «Вестник советской юстиции на Украине», который выходил с января 1922 года. Также ряд трудов профессора Гродзинского печатались в научном сборнике «Учёные записки» Харьковского юридического института.

## Награды и память
Указом Президиума Верховного Совета Украинской ССР от 8 февраля 1946 года «за выдающиеся заслуги в области юридических наук» М. М. Гродзинскому было присвоено почётное звание «Заслуженный деятель науки УССР». Также был награждён медалью «За доблестный труд в Великой Отечественной войне 1941—1945 гг.» (1948).
В своих мемуарах советский и украинский государственный деятель Георгий Корнеевич Крючков характеризовал своих институтских наставников, которые для него были примерами для подражания, в число которых входил и Мориц Маркович, как принципиальных людей, которые не поддавались конъюнктуре, а жили по закону и по совести.
30 ноября 2017 года в Национальном юридическом университете имени Ярослава Мудрого (до 1990 года Харьковский юридический институт) прошёл «круглый стол» «Мориц Маркович Гродзинский — основатель харьковской школы уголовного процессуального права (к 130-летию от дня рождения)». Среди докладов, зачитанных преподавателями кафедры уголовного процесса Национального юридического университета имени Ярослава Мудрого во время этого «круглого стола», были: «В начале творческого пути: первые статьи М. М. Гродзинского» (автор — доцент Т. Н. Мирошниченко) и «Проблемы получения достоверных показаний свидетеля в трудах М. М. Гродзинского» (автор — Д. А. Шингарев). Тогда же заведующая кафедрой уголовного процесса этого вуза О. В. Каплина вместе со своими коллегами занималась восстановлением научного наследия профессора Гродзинского, в рамках которого были «найдены около 30 потерянных во времени статей, восстановлены фотографии, материалы личного дела и даже место захоронения».